# Pont de la Margineda
Le pont de la Margineda est le plus grand pont médiéval de la principauté d'Andorre.
Il se trouve sur l'ancien chemin royal de la Seu d'Urgell en Espagne (résidence d'un des co-princes),  à Andorre-la-Vieille, capitale de la principauté. Il se situe près de la localité de Sant Julià de Lòria et il sert à franchir la rivière Valira. Il possède un arc unique de neuf mètres et demi de portée. Il est construit en pierres liées par un mortier de chaux. Un document de 1487 des archives de la commune de Sant Julià de Lòria évoque un pont neuf.
Ce pont a été déclaré Bé d'interès cultural (BIC) le 6 juillet 2003.
Près du pont a été placée une sculpture, œuvre de l'artiste valencien Vicenç Alfaro, qui commémore le premier Congrès de Langue et Littérature Catalanes.
Ce pont appartient à La Margineda, village divisé entre les paroisses de Sant Julià de Lòria et Andorre-la-Vieille. Là se célèbre une des plus grandes fêtes de la principauté d'Andorre, qui normalement a lieu le troisième week-end de juillet. Cette fête est connue sous le nom de Barraques de La Margineda ou Festa major de la Margineda.
Le pont a été représenté sur un timbre andorran émis en 1990 et dessiné par Ève Luquet.

## Toponymie
Margineda est un dérivé de marge qui désigne un « talus » ou une « terrasse fluviale » et provient du latin margo (« bord », « rive »),.